# Zwarte toorts

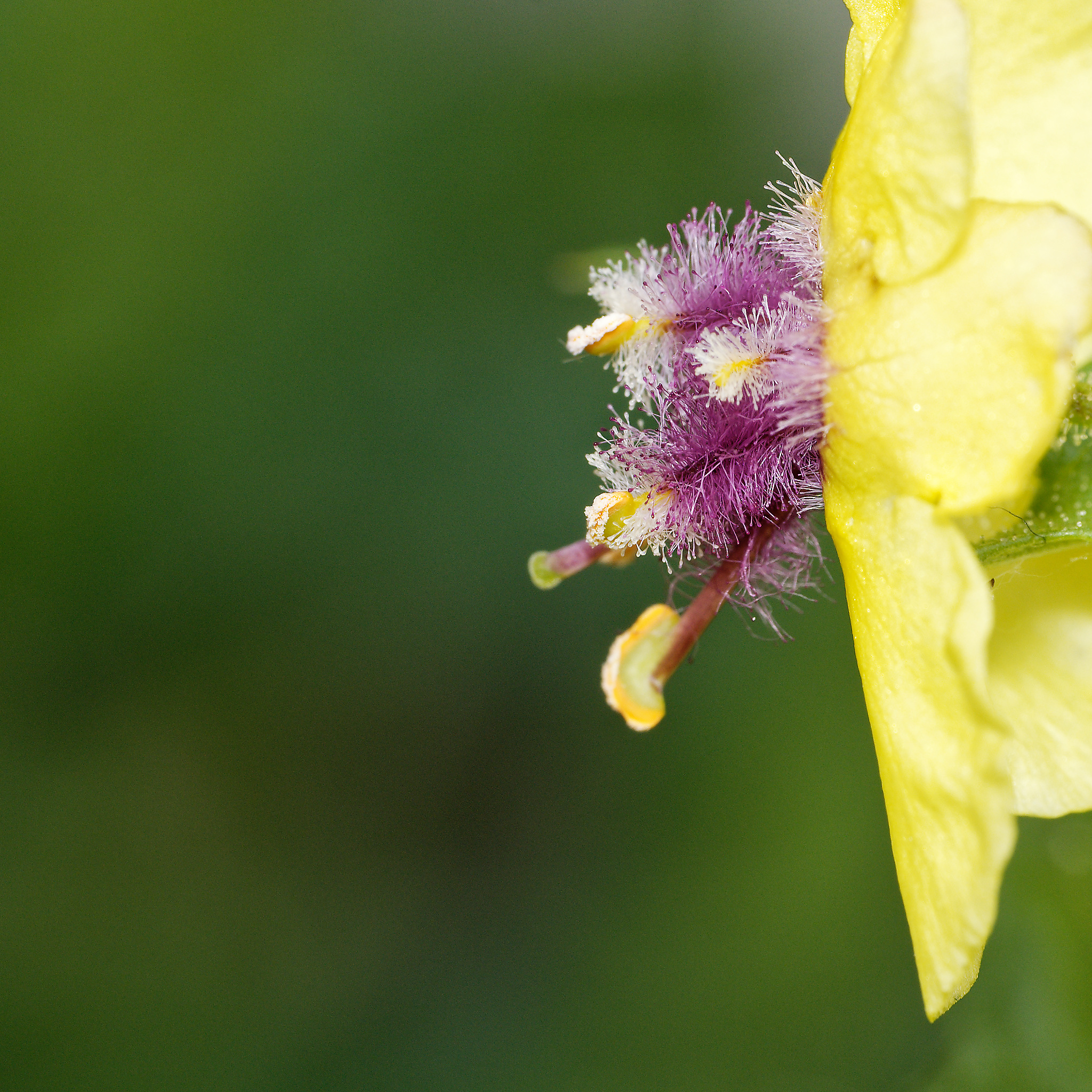
Zwarte toorts Zutphen

Zwarte toorts (Verbascum nigrum) is een vaste plant die behoort tot de helmkruidfamilie (Scrophulariaceae). De soort komt overal in Europa voor, behalve in Scandinavië, Schotland en Ierland. In het oosten van Vlaanderen is de plant vrij algemeen, maar elders vrij zeldzaam. In Nederland komt zwarte toorts vrij algemeen voor in het zuidoosten en het midden van het land en in de duinen.

## Beschrijving
Zwarte toorts is in afwijking tot de andere toortsen een vaste plant met winterknoppen waarin reservevoedsel wordt opgeslagen voordat de bovengrondse delen afsterven. Het is een kruidachtige plant die 60-150 cm lang kan worden.
De centrale stengel is rechtopstaand en de meeste gekartelde eironde en gepunte bladen staan met een 5 tot 20 cm lange bladstengel in een bladrozet. De bladen boven in de stengel zijn kleiner en nauwelijks gesteeld.
De plant bloeit van juni tot eind september met gele bloemen en violette meeldraden. De plant bloeit over de gehele lengte van de aar en niet van onder naar boven of omgekeerd. In de aar staan de bloemen in kluwens bij elkaar. De lange stengel kan zich bovenin vertakken, waardoor de bloeiwijze wat lijkt op een meerarmige kandelaar met kaarsen. De vrucht is een tweehokkige doosvrucht. In een gram zaad zitten ongeveer 8300 zaden.

## Ecologie
De zwarte toorts groeit op zwak zure tot kalkrijke bodem in bermen, langs spoorbanen, op dijken en in ruigtes.
De soort is waardplant voor onder meer Chamaesphecia masariformis, Shargacucullia gozmanyi, Shargacucullia lychnitis en Shargacucullia thapsiphaga.

## Namen in andere talen
- Duits: Schwarze Königskerze
- Engels: Dark mullein